# Brigade antiracket
Pour plus de détails, voir Fiche technique et Distribution.
Brigade antiracket (Ritornano quelli della calibro 38) est un film italien réalisé par Giuseppe Vari et sorti en 1977.
En France, ce film fut classé X pour incitation à la violence le 26 octobre 1978,,.

## Synopsis
Une petite ville italienne est sous la coupe d'une organisation criminelle brutale extorquant de l'argent aux commerçants locaux et ne reculant devant rien pour arriver à ses fins: attaques à l'explosif, meurtres...
Pour lutter contre ce gang et retrouver son chef demeuré inconnu, une unité de police a été créée: la brigade anti-racket, dirigée par Tinto Baragli.

## Fiche technique
Sauf indication contraire, les informations mentionnées dans cette section peuvent être confirmées par la base de données cinématographiques IMDb,  présente dans la section « Liens externes ».
- Titre français : Brigade antiracket ou Terreur sur la rue ou Dans l'enfer des rues ou Gangster[4]
- Titre original : Ritornano quelli della calibro 38[5]
- Réalisateur : Giuseppe Vari
- Scénario : Giuseppe Vari, Ettore Sanzo
- Photographie : Cristiano Pogany
- Montage : Giuseppe Vari
- Musique : Lallo Gori
- Décors : Giulia Mafai (it)
- Production : Ermanno Curti, Rodolfo Putignani, Armando Novelli
- Société de production : Marzia Cinematografica
- Pays de production :  Italie
- Langue originale : italien
- Format : Couleurs - Son mono - 35 mm
- Durée : 96 minutes (1 h 36[5])
- Genre : Poliziottesco
- Dates de sortie :
  - Italie : 1977
  - France : 25 janvier 1978[4]

## Distribution
- Antonio Sabàto : Commissaire Tinto Baragli
- Max Delys : Bruno
- Gino Milli : Toto
- Rik Battaglia : Commissaire en chef
- Marilda Donà : Institutrice
- Dagmar Lassander : Rosy
- Luciano Rossi : Le chef de la bande
- Daniele Dublino : Luca Coppola
- Gianfranco De Grassi : Antonio Rotunno
- Luciano Pigozzi : Romoletto
- Piero Leri : Francesco Carnevali
- Giampiero Albertini : Fulco
- Maurice Poli : Maurice
- Renzo Rinaldi : Le directeur des pompes funèbres
- Calogero Caruana : Le voyou